# Ambler (Pensilvania)
Ambler es un borough ubicado en el condado de Montgomery en el estado estadounidense de Pensilvania. En el año 2000 tenía una población de 6,426 habitantes y una densidad poblacional de 2,936.6 personas por km².

## Geografía
Ambler se encuentra ubicado en las coordenadas 40°9′18″N 75°13′13″O / 40.15500, -75.22028.

## Demografía
Según la Oficina del Censo en 2000 los ingresos medios por hogar en la localidad eran de $47,014 y los ingresos medios por familia eran $51,235. Los hombres tenían unos ingresos medios de $40,305 frente a los $30,735 para las mujeres. La renta per cápita para la localidad era de $21,688. Alrededor del 5.5% de la población estaba por debajo del umbral de pobreza.